# Microtus obscurus
Microtus obscurus és una espècie de mamífer rosegador de la família dels cricètids. Viu a altituds d'entre –27 i 3.035 msnm al Kazakhstan, Mongòlia, Rússia, Ucraïna i la Xina. Els seus hàbitats són els prats, els camps de conreu, les terres de guaret i les pastures alpines. Té una llargada de cap a gropa de 95-136 mm, la cua de 31-52 mm i un pes de 21-62 g. Durant el segle xx, sovint fou considerat un sinònim del talpó camperol (M. arvalis). El nom específic obscurus significa ‘fosc’ en llatí.